# Cichowo (województwo mazowieckie)
Cichowo – wieś w Polsce położona w województwie mazowieckim, w powiecie przasnyskim, w gminie Krzynowłoga Mała. Ma status sołectwa. W wyniku działań wojennych 1915 roku wieś została zniszczona w 67%.
W latach 1975–1998 miejscowość administracyjnie należała do województwa ostrołęckiego.